# Кінгслі Маду
Кінгслі Маду (англ. Kingsley Madu; нар. 12 грудня 1995) — нігерійський футболіст, захисник клубу «Михайлівці».
Виступав, зокрема, за клуб «Тренчин», а також національну збірну Нігерії.

## Клубна кар'єра
У дорослому футболі дебютував 2013 року виступами за команду клубу «Ель-Канемі Ворріорс», в якій не провів жодного матчу. 
Своєю грою за цю команду привернув увагу представників тренерського штабу клубу «Тренчин», до складу якого приєднався 2014 року. Відіграв за команду з Тренчина наступні два сезони своєї ігрової кар'єри. Більшість часу, проведеного у складі «Тренчина», був основним гравцем захисту команди.
До складу клубу «Зюлте-Варегем» приєднався 2016 року. У січні 2019 року на правах оренди перейшов до команди «Руселаре».
21 серпня 2019 року, Маду підписав однорічний контракт з данським клубом «Оденсе».
У березні 2021 року нігерієць повернувся до складу словацького клубу «Тренчин».
Взимку 2025 року Кінгслі приєднався до клубу «Михайлівці».

## Виступи за збірні
2013 року залучався до складу молодіжної збірної Нігерії. На молодіжному рівні зіграв у 9 офіційних матчах.
2016 року захищав кольори олімпійської збірної Нігерії. У складі цієї команди провів 4 матчі. У складі збірної — учасник футбольного турніру на Олімпійських іграх 2016 року в Ріо-де-Жанейро, на якому команда здобула бронзові олімпійські нагороди.
2016 року дебютував в офіційних матчах у складі національної збірної Нігерії. Наразі провів у формі головної команди країни 3 матчі.

## Досягнення

### Клубні
«Тренчин»
- Фортуна ліга: 2014–15, 2015-16
- Кубок Словаччини: 2014–15, 2015-16

### Збірна
Нігерія (ол.)
- Олімпійські ігри
- Бронзовий призер (1): 2016